# Osvaldo Remotti
Osvaldo Remotti (Alessandria, 2 marzo 1922 – Rodi, 20 settembre 1944) è stato un militare, aviatore e partigiano italiano, decorato di medaglia d'oro al valor militare alla memoria nel corso della seconda guerra mondiale.

## Biografia
Nacque ad Alessandria il 2 marzo 1922. Elettrotecnico specializzato, si arruolò volontario nella Regia Aeronautica nel luglio 1940, subito dopo l'entrata in guerra del Regno d'Italia. Mandato dapprima alla Scuola specialisti di Novara, fu poi trasferito presso quella di Capodichino, a Napoli, e infine al 12° Magazzino centrale dell'Aeronautica di Poggio Renatico, in provincia di Ferrara. Nel luglio 1941 fu assegnato in servizio all'Aviazione dell'Egeo, prestando servizio prima sull'aeroporto di Gadurrà e poi su quello di Maritsa, a Rodi. Dopo la firma dell'armistizio dell'8 settembre 1943 si diede alla macchia, entrando nelle file della resistenza greca ai tedeschi. Preso contatto con gli inglesi, accettò di entrare al servizio dei tedeschi per poter trasmettere agli Alleati utili informazioni sui movimenti del nemico. Scoperto dai tedeschi, fu torturato affinché rivelasse i nomi degli appartenenti alla sua organizzazione, inutilmente, e poi fu fucilato insieme a Giorgio Ottone Levitz. Per onorarne il coraggio fu decretata la concessione della Medaglia d'oro al valor militare alla memoria e fu promosso postumo al grado di primo aviere. 
Per ricordare il giovane aviere, ad Alessandria gli è stata intitolata una strada.

### Fonti
1. 1 2 3  Ufficio Storico dell'Aeronautica Militare 1969, p. 244.
2. 1 2 3 4 5 6  Combattenti Liberazione.
3. ↑   Osvaldo Remotti, su Quirinale.it. URL consultato il 19 novembre 2018.
4. ↑  Bollettino Ufficiale 1951, disp.23, pag.1643.